# 幻想惑星
『幻想惑星』（げんそうわくせい、OXYGENE、Oxygène）はジャン・ミッシェル・ジャールのアルバム。

## 題名
日本国内盤のジャケットに記述された原題は「OXYGENE」(全て大文字)。意味は「酸素」。ただし、ジャン・ミッシェル・ジャールの母国語であるフランス語では、酸素は「Oxygène」(5文字目がグレイヴ・アクセント付きのe)、英語では「Oxygen」という綴りになる。

## 曲目
1. 起源 - OXYGENE part I (7:40)
2. 鼓動 - OXYGENE part II (7:37)
3. 衛星群の誕生 - OXYGENE part III (3:24)
4. 躍動 - OXYGENE part IV (4:06)
5. 遠ざかる衛星群 - OXYGENE part V (10:26)
6. 消えた幻想 - OXYGENE part VI (6:24)

※ カナ表記の題名は国内盤(ポリドール=P33P 50022）のライナーノーツの記載を踏襲している。

## 概要
ジャン・ミッシェル・ジャールのシンセサイザー音楽作品としての第1作。1976年にフランス国内で発売されてチャート1位となり、翌年にはポリドール・インターナショナルと契約して世界発売された。